# Плауција Ургуланила
Плауција Ургуланила (лат. Plautia Urgulanilla) била је прва жена римског цара Клаудија. Венчали су се око 9. године нове ере, када је он имао 18 година. Светоније пише да су се развели 24. године због њених скандалозних љубавних афера и сумње да је починила убиство.

## Породица
Ургуланила је била чланица породице Плауција и етрурског порекла. Њен отац био је Марко Плауције Силван, конзул током 2. године пре нове ере и одликовани генерал, награђен тријумфалним орнаментима због својих успеха у Батоновом устанку 12. године нове ере. Служио је заједно са Тиберијем. Њена бака по оцу била је Ургуланија, по којој је Ургуланила добила име; њена бака по мајци била је блиска пријатељица царице Ливије Друзиле. Њена мајка се звала Ларција и била је ћерка Гнеја Ларција.
Ургуланила је била добро повезана преко своје породице, али њен брак са Клаудијем није био нарочито добар избор за једног члана царске породице; напротив, до њега је дошло као последица несрећних судбина других кандидаткиња. Клаудије је раскинуо своју прву веридбу након што је Јулија Млађа, мајка његове веренице Емилије Лепиде, пала у немилост, а његова друга вереница, Ливија Медулина, умрла је на дан њиховог венчања. Клаудије и Ургуланила венчали су се око 9. године нове ере.
Познато је да је Ургуланила имала двоје деце:
- Сина са Клаудијем, по имену Клаудије Друз, чија је веридба са Сејановом ћерком пробудила велика очекивања код овог префекта,[9] која су међутим остала неиспуњена када је Друз преминуо у раном детињству, након што се угушио крушком.[5]
- Ћерку Клаудију, која је рођена пет месеци након њеног развода од Клаудија. Клаудије је тврдио да је дете зачео његов ослобођеник Ботер, те га је одбацио и наредио да буде остављено на Ургуланилином прагу.[10]

## Убиство Апроније
Претпоставља се да је Ургуланила имала учешћа у убиству своје снаје, Апроније, друге супруге њеног брата, Марка Плауција Силвана. Међутим, ниједан од сачуваних античких текстова не даје јасан увид у њену умешаност, а детаљи које пружа Тацит указују на то да она можда уопште није била лично умешана. Плауције Силван је прво био ожењен Фабијом Нумантином, али су се у неком тренутку пре 24. године нове ере развели, након чега се оженио Апронијом, ћерком Луција Апронија. Те године, Плауције Силван је оптужен за убиство Апроније „из разлога који нису утврђени” тако што ју је бацио кроз прозор. Силван је одговорио тврдећи да је спавао када се инцидент догодио и да није био свестан околности које су довеле до њене смрти, сугеришући да је можда извршила самоубиство. Убиство је истраживао цар Тиберије, који је, након што је прегледао спаваћу собу брачног пара, открио доказе о борби, те је случај упутио Сенату на суђење, чиме је имплицирао да верује да је Силван крив. Ипак, Силванова бака Ургуланија му је послала бодеж, подстичући га да изврши самоубиство, што је он и учинио. Убрзо након убиства Апроније, Фабија Нумантина је „оптужена да је изазвала лудило свог супруга магијским инкантацијама и напицима”, али је ослобођена кривице.